# شادية الجبل (فلم)
شادية الجبل هو فيلم لبناني بمشاركة نجوم مصريين أُنتج عام 1964.

## قصة الفيلم
تدور قصة الفيلم حول الصحفي منير (فريد شوقي) وصديقه المصور حسن (حسن يوسف) اللذان يذهبان إلى إحدى القبائل البدوية، للتوصل لقاطع طريق اسمه أبو الدهب، وأثناء زيارتهما للقبيلة يعجبان بحبيبة، وليلى ابنتي الشيخ إبراهيم. لكنهم يواجهون خطر ناصر ابن عم حبيبة الذي يرغب في الزواج بها.

## أغاني الفيلم
أغاني الفيلم ألفها عبد الجليل وهبي، ولحنها كلٌ من رياض السنباطي، وعبد الغني النجدي.

## مصدر
1. ↑  محمود قاسم، موسوعة الأفلام الروائية في مصر والعالم العربي، الجزء الثاني، الهيئة المصرية العامة للكتاب، 2006، ص 9.
2. ↑  عناوين الفيلم

## روابط خارجية
- مقالات تستعمل روابط فنية بلا صلة مع ويكي بيانات
- شادية الجبل نسخة محفوظة 20 أغسطس 2021 على موقع واي باك مشين. على موقع كاروهات